# Sabah Shariati
Sabah Shariati (n. 1 ianuarie 1989, Sanandaj, Iran) este un luptător ce a reprezentat Iran, medaliat olimpic. A participat la o ediție a Jocurilor Olimpice (2016) în care a câștigat o medalie de bronz.